# Fondation d'Heucqueville
Pour les articles homonymes, voir Heuqueville.
La Fondation d'Heucqueville est une institution qui recueillait 100 à 300 nourrissons par an au 81-88 boulevard de Montmorency à Paris 16e, après l’avoir été au 99, rue de Prony (1935), avant de s’établir en 1971 jusqu’à sa dissolution en 1979 au 18, rue des Bigots à Meudon. 

## Histoire
« Beaucoup de pupilles de la Fondation d’Heucqueville sont nés dans cet appartement du 13, rue Pierre-Guérin, dans le 16e arrondissement de Paris. On est à deux pas de la fondation et à trois du domicile de son assistante sociale en chef. C’était une adresse secrète d’où rien ne sortirait », explique Patricia Fagué, spécialiste de la recherche de personnes disparues.
Dans les années 1950, le futur président de la République Georges Pompidou était membre du conseil d’administration de cette fondation et travaillait à la banque Rothschild. « On ne trouve plus à la tête des œuvres d’adoption privées que des Politiciens, des architectes, des chirurgiens, des avocats ou simplement des milliardaires, tous parents adoptifs. Ainsi Jean Walter fait-il partie en 1942 du Conseil de l’adoption Française où son épouse Domenica Lacaze a adopté Jean-Pierre Guillaume. La même année, Georges Pompidou adopte son fil unique Alain à la fondation d’Heucqueville dont il est le trésorier ».